# Бурханов Хасанбой
Хасанбóй Бурха́нов (узб. Hasanboy Burxonov; нар. 14 грудня 1970, Наманганський район, Наманганська область, Узбецька РСР) - захисник прав і свобод людей з інвалідністю, громадський і політичний діяч. Один із лідерів узбецької опозиції та засновник політичного опозиційного руху Erkin O'zbekiston.

## Біографія
Хасанбой Бурханов народився 14 грудня 1970 року у Наманганському районі Узбецької РСР. Він є людиною з інвалідністю. У дев'ятимісячному віці він перехворів на поліомієліт, внаслідок чого при ходьбі користується допоміжними засобами пересування. У 1986 році закінчив загальноосвітню школу-інтернат №100 у Ташкенті, Узбецька РСР. У червні 1990 року завершив навчання у Михайлівському економічному коледжі-інтернаті РРФСР, де здобув середню професійну освіту за спеціальністю "Економіка та бухгалтерський облік". У серпні 1990 року вступив на заочне відділення до Харківського юридичного інституту імені Ф. Е. Дзержинського.

## Трудова діяльність
У віці 19 років Бурханов розпочав свою трудову діяльність у системі Держпостачу СРСР по Наманганській області на посаді інженер-маркетолог.
Весною 1993 року у віці 22 років заснував приватну фірму "Ангел". До початку своєї громадської діяльності, Хасанбой Бурханов працював у комерційних структурах.

## Суспільна діяльність
Наприкінці 2005 року Бурханов був запрошений на роботу в систему Узбецького товариства інвалідів (УзТІ), яке було засноване 22 січня 1991 року Постановою №18 Кабінету Міністрів Узбецької РСР за підписом Іслама Карімова.
У 2006-2008 роках працював Директором дочірнього підприємства «Технокомтрад» УзТІ.
У 2007-2012 роках працював Головою Ташкентського міського відділення УзТІ.
У 2009-2012 роках працював заступником Голови Узбецького товариства інвалідів.
У 2009 році Бурханов заснував «Громадський Фонд інвалідів Узбекистану», який було зареєстровано Міністерством юстиції Республіки Узбекистан 28 серпня 2009 під номером 708.

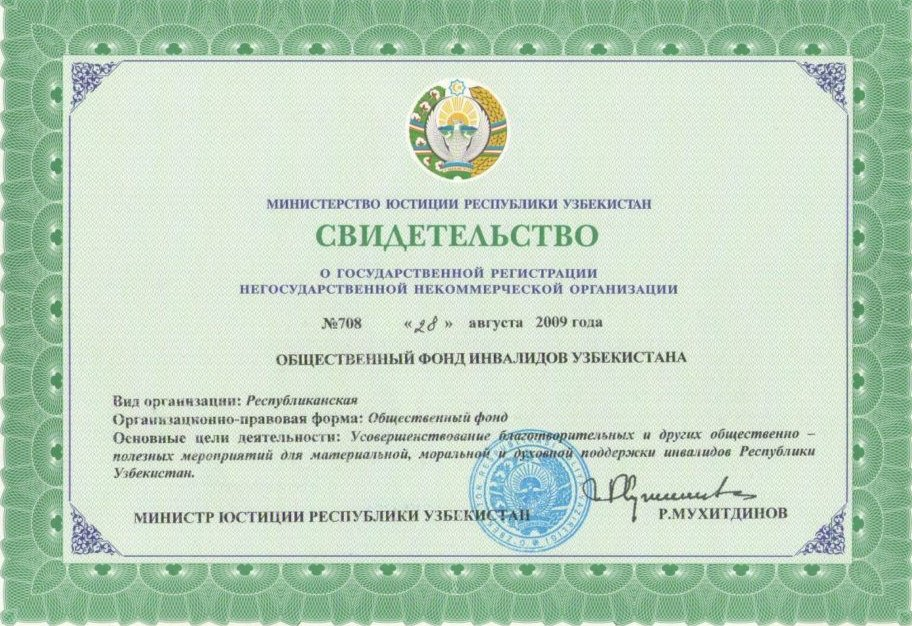
Свідоцтво про державну реєстрацію Громадського Фонду інвалідів Узбекистану. 28.08.2009

## Кримінальна справа
2009 року Ташкентська міська прокуратура порушила кримінальну справу проти Бурханова. Йому інкримінували дії, передбачені частиною 1 статті 207 (Посадова недбалість) і частиною 3 статті 167 (Крадіжка шляхом присвоєння чи розтрати) Кримінального Кодексу Республіки Узбекистан.
Судові процеси над Бурхановим тривали протягом 3,5 років, і набули суспільного розголосу.
Правозахисники та представники посольств США та Великобританії, що брали участь у цих судових засіданнях та вели моніторинг справи Бурханова, мали великі сумніви щодо правдивості звинувачень Ташкентської міської прокуратури щодо Бурханова.
Про справу Бурханова згадується у щорічній Доповіді про права людини у світі за 2012 рік Державного департаменту США та Форін-офіс.

## Політична еміграція
Після того, як життю Бурханова почала загрожувати реальна небезпека, восени 2012 року він залишив Узбекистан і подав заяву про надання йому політичного притулку в Німеччині. Розглянувши прохання Бурханова, 14 листопада 2013 року Федеральне відомство у справах міграції та біженців (BAMF) надало Хасанбою Бурханову політичний притулок згідно з параграфом 16 "а" Конституції ФРН.

## Опозиційна діяльність
У еміграції Бурханов продовжує вести свою суспільно-політичну діяльність. Займається соціальними проектами, консультує та підтримує людей, зацікавлених у змінах суспільно-політичного життя Узбекистану, а також бере участь у міжнародних конференціях.
Бурханов зі своїми однодумцями створили політичний опозиційний рух Erkin O'zbekiston (Вільний Узбекистан), від імені якого він бере участь у публічних заходах, демонстраціях, міжнародних конференціях, семінарах та акціях протесту.
Під час моніторингу за виборами до Законодавчої палати Олій Мажлісу Республіки Узбекистан, Бурханов викрив німецького спостерігача в отриманні хабара, про що він зробив пост у своїх соцмережах. Надалі, під час зустрічі з Бурхановим, представники партії die Linke вимагали від нього видалити цю інформацію, інакше загрожували йому судовим позовом. Але далі погроз справа не рушила.
Бурханов систематично виступає на конференціях ОБСЄ, де порушує актуальні проблеми свого регіону і дає рекомендації щодо їх усунення. Так само активно спілкується із зацікавленими ЗМІ.
У вересні 2019 року, під час участі у Нараді Бюро з демократичних інститутів та прав людини ОБСЄ у Варшаві, Бурханов звернувся з пропозицією до Європейського союзу та уряду США виступити посередниками у переговорах між узбецькою опозицією та владою Узбекистану. Реакцією узбецької влади на це та інші виступи Бурханова в ОБСЄ стала публікація у Національній інформаційній агенції Узбекистану статті під заголовком "Наманганлік фірібгарнінг Варшавадагі васвасасі" (Варшавська істерія Наманганського шахрая).
У матеріалі розповідається про те, як Бурханов завдав шкоди державі у розмірі 59 мільйонів сум і щоб сховатися від кримінальної відповідальності, а також отримати статус політичного біженця в Німеччині, він обмовляє Узбекистан і президента Шавката Мірзіоєва. У заключній частині публікації йдеться, що "він (Бурханов) має бути негайно екстрадований до Узбекистану! Інакше і бути не може!".
Після вторгнення Росії в Україну 24 лютого 2022, виступаючи на міжнародних Нарадах і Конференціях, Бурханов неодноразово рекомендував країнам регіону ОБСЄ визнати Росію державою-терористом.
Бажаючи паралізувати політичну діяльність Бурханова, узбецька влада використовує практику залякування і транснаціональних репресій проти нього і його прихильників.